# Tuřice
Tuřice település Csehországban, a Mladá Boleslav-i járásban. Tuřice Kostelní Hlavno, Kochánky, Hlavenec, Předměřice nad Jizerou, Skorkov, Sojovice és Mečeříž településekkel határos. Lakosainak száma 500 fő (2024. január 1.).

## Népesség
A település lakosságának változását az alábbi diagram mutatja:
| Lakosok száma | 417  | 357  | 378  | 311  | 236  | 288  | 295  | 339  | 452  | 500  |
|               | 1869 | 1900 | 1921 | 1961 | 1980 | 2011 | 2016 | 2019 | 2021 | 2024 |